# La Cible (Lefranc)
Pour les articles homonymes, voir La Cible.
La Cible est le onzième tome de la série Lefranc écrit par Jacques Martin et dessiné par Gilles Chaillet, édité en 1989 par Casterman.

## Résumé
Venu interviewer une ancienne gloire du ballet classique Igor Lipsky en Suisse, Lefranc fait la connaissance d'Olga Ritter-Borg, une femme d'affaires œuvrant dans la chimie. 
Il découvre par hasard dans les papiers du danseur un document confidentiel sur l'enfouissement de fûts toxiques au Québec de l'entreprise de la dirigeante. Sentant le scoop, le journaliste se rend au Canada et parvient à faire des photos sur l'entreprise malhonnête. Mais il est capturé par son ennemi Axel Borg. Le criminel l'envoie sur une île perdue du Pacifique, Taka-Maruh, qui doit subir le bombardement d'un missile atomique. 
Dès lors, c'est le compte à rebours pour sauver le journaliste qui n'a que quelques jours à vivre. L'aide de Lipsky sera primordiale dans son sauvetage. Ce dernier mourra après un dernier spectacle sur scène.

## Personnages
- Guy Lefranc
- Axel Borg
- Igor Lipsky
- Hélène Osberg
- Olga Ritter-Borg
- Thomas Newman Sydney
- John Barry
- Lord Inglewood
- Colonel Mostar